# Алтайские авиалинии
«Алтайские авиалинии» — региональная авиакомпания, авиация общего назначения, занимающаяся перевозками на вертолётах. Алтайское краевое государственное унитарное предприятие.
Базовый аэропорт компании — Барнаул им. Г. Титова, расположенный в 10 км к северо-западу от Барнаула.

## История
Алтайское краевое государственное унитарное предприятие (АКГУП) «Алтайские авиалинии» образовано в 1993 году на базе Барнаульского государственного авиапредприятия в целях оказания авиационных услуг для отраслей экономики края.
Директором предприятия был назначен Тягунов Александр Яковлевич. К производственной деятельности Алтайское краевое государственное унитарное предприятие (АКГУП) «Алтайские авиалинии» приступило с 1 июня 1993 года.
Основными видами деятельности предприятия являются:
- Коммерческие воздушные перевозки пассажиров, багажа и грузов;
- Туристические и экскурсионные полёты;
- Аварийно-спасательные работы для МЧС, ГО и других ведомств;
- Выполнение полётов по срочным санитарным заданиям по оказанию экстренной медицинской помощи населению;
- Лесоавиационные работы;
- Воздушные съёмки;
- Строительно-монтажные и погрузочно — разгрузочные работы;
- Поисково-спасательное обеспечение полётов;
- Техническое обслуживание и ремонт воздушных судов;
- Авиатопливообеспечение ВС (авиакеросин, авиабензин).

## Флот
- Ми-8ПС — 1 вертолёт
- Ми-8Т — 4 вертолёта
- Ми-8МТВ-1 — 1 вертолет